# DIN (стандард)
 је немачки национални завод за стандардизацију и представник Немачке у европским и интернационалним организацијама за стандардизацију, као на пример ISO, CEN, IEC и CENELEC.
Тренутно постоји око тридесет хиљада DIN стандарда који покривају готово сваку технолошку област.

## Историја
Основан 1917. као Normenausschuß der deutschen Industrie (NADI, „Комитет за стандардизацију немачке индустрије“), NADI је преименован уDeutscher Normenausschuß (DNA, „Немачки комитет за стандардизацију“) 1926. како би се одразило да се организација сада бави питањима стандардизације у многим поља; односно, не само за индустријске производе. Године 1975. поново је преименован у Deutsches Institut für Normung, или 'DIN' и признат је од стране немачке владе као званично тело за националне стандарде, које представља немачке интересе на међународном и европском нивоу.
Акроним „DIN“ се често погрешно шири као Deutsche Industrienorm („Немачки индустријски стандард“). Ово је у великој мери последица историјског порекла DIN-а као „NADI“. NADI је заиста објавио своје стандарде као DI-Norm (Deutsche Industrienorm). На пример, први објављени стандард био је 'DI-Norm 1' (о конусним иглицама) 1918. Многи људи још увек погрешно повезују DIN са старом конвенцијом именовања DI-Norm.
Један од најранијих, и вероватно најпознатији, је DIN 476 — стандард који је 1922. увео А-серију величина папира — усвојен 1975. као међународни стандард ISO 216. Уобичајени примери у модерној технологији укључују DIN и mini-DIN конекторе за електронику и DIN шину.
DIN SPEC 3105, објављен 2020. године, је „први немачки стандард који је објављен под отвореном лиценцом (CC-BY-SA 4.0) [...] за имплементацију отвореног процеса стандардизације“.

## Примјеристандарда
- DIN 476: Интернационалне величине папира (сада ISO 216 или DIN EN ISO 216)
- DIN 946: Одређивање коефицијента трења спојева са вијцима и наврткама под специфичним условима.
- DIN 1451: Одређује врсте знакова (слова и бројеви) које користе немачке железнице, као и саобраћајни знаци у Немачкој.
- DIN 5008: Правописна и друга правила при обради текста, као на примјер - формат за датум, вријеме и бројеве.
- DIN 31635: Стандард за транслитерацију арапског алфабета.